# Römerstein (Gemeinde)
Römerstein ist eine Gemeinde im Landkreis Reutlingen in Baden-Württemberg. Römerstein ist mit seiner gesamten Gemarkung ein Teil des Biosphärengebiets Schwäbische Alb und des UNESCO Geoparks Schwäbische Alb.

## Geographie

### Geographische Lage
Die Gemeinde liegt etwa 22 Kilometer östlich von Reutlingen auf der Hochfläche der Schwäbischen Alb auf einer Höhe von 756 m ü. NHN (Böhringen) bis 803 m ü. NHN (Donnstetten). Sie ist nach der höchsten Erhebung des Gemeindegebiets, dem Römerstein (874,4 m ü. NHN), benannt.

### Nachbargemeinden
Folgende Städte und Gemeinden grenzen an die Gemeinde Römerstein, sie werden im Uhrzeigersinn beginnend im Norden genannt: Lenningen (Landkreis Esslingen), Wiesensteig (Landkreis Göppingen), Westerheim, Laichingen (beide Alb-Donau-Kreis), Gutsbezirk Münsingen, Bad Urach und Grabenstetten (alle Landkreis Reutlingen).

### Gemeindegliederung
Die Gemeinde besteht aus den früher selbstständigen Gemeinden Böhringen, Donnstetten und Zainingen. Die früheren Gemeinden Donnstetten und Zainingen bilden heute Ortschaften im Sinne der baden-württembergischen Gemeindeordnung mit jeweils eigenem Ortschaftsrat und Ortsvorsteher.
Zur Ortschaft Böhringen gehören das Dorf Böhringen, der Weiler Strohweiler und das Gehöft Aglishardt. Zur Ortschaft Donnstetten gehören das Dorf Donnstetten und das Haus Römersteinhäuser, ein 1912 errichteter Aussichtsturm auf dem Römerstein. Zur Ortschaft Zainingen gehört nur das gleichnamige Dorf.
In der Gemeinde Römerstein liegen mehrere abgegangene, heute nicht mehr bestehende Orte; im Gebiet der Ortschaft Böhringen das 1487 als zu Fischenhusen und wahrscheinlich in Aglishardt aufgegangene Fischenhausen, das 1454 als zu dem Gaiswyler erwähnte Geisweiler, Gölenbrunnen, Hofen, die beiden 1275 erwähnten Orte Ichenhusen und Horgenloch, der um 1192 als Cazcensteige genannte Ort Katzensteig, das 1454 als zu Oberwiler erwähnte Oberweiler, das 1345 als uf Vohenhusen genannte Vohenhausen sowie das 1204 als Zimberbuch und 1299 als Zymberbuch erwähnte Zimmerbuch, im Gebiet der Ortschaft Donnstetten liegen die beiden Wüstungen Beuren, auf das ein Flurname hindeutet, und Roter Hof.

### Schutzgebiete
Römerstein hat sechs kleine Landschaftsschutzgebiete: die Sommerschafweiden auf dem Lau, auf der Halden, im Bental, hinter dem Hockenden Stein, Auchtweide, am Hochbucher Weg und auf Ohl. Drei FFH-Gebiete haben Teilflächen auf dem Gemeindegebiet: die Kuppenalb bei Laichingen und Lonetal, die Alb zwischen Jusi und Teck und die Münsinger Alb. Auch das Vogelschutzgebiet Mittlere Schwäbische Alb reicht randlich auf das Gemeindegebiet. Römerstein gehört überdies zum Biosphärengebiet Schwäbische Alb, die „Lange Steige“ ist als Kernzone des Biosphärengebiets ausgewiesen.
Die Zaininger Hüle ist als Naturdenkmal und als Geotop ausgewiesen.

## Geschichte

### Römerstein
Die Gemeinde Römerstein entstand im Zuge der baden-württembergischen Gemeindereform am 1. Januar 1975 als Zusammenschluss der bis dahin selbständigen Gemeinden Böhringen (mit Strohweiler und Aglishardt), Donnstetten und Zainingen.
Vermutlich geht die Besiedlung der Gemarkung auf die römische Siedlung Clarenna zurück. Die Identifikation des römischen Ortes Clarenna, der durch die Peutingertafel überliefert ist, ist mit den archäologischen Funden in Donnstetten sehr wahrscheinlich, aber nicht absolut gesichert.
Während der Zeit der Stammesherzogtümer lag das Gebiet im Herzogtum Schwaben.

### Böhringen
Böhringen wurde zusammen mit dem Hofgut Aglishardt erstmals 1090 urkundlich erwähnt. Der Ort gehörte ursprünglich zur Kirchheimer Hundertschaft. Über die Herren von Sperbereck kam Böhringen im 15. Jahrhundert an Württemberg. Im Dreißigjährigen Krieg wurde der Ort fast vollständig zerstört. Auch im Zweiten Weltkrieg gab es in den letzten Kriegstagen schwere Zerstörungen.

### Donnstetten
Schon 776 wurde Donnstetten in einer Urkunde des Klosters Lorsch als Tunnesstate bezeichnet. Im Laufe des Spätmittelalters fiel der Ort an Württemberg.

### Zainingen
Zainingen wurde erstmals 788 als Zeininger marca im Lorscher Codex erwähnt. 1383 fiel der Ort an Württemberg.

### Verwaltungszugehörigkeit
Das gesamte heutige Gemeindegebiet gehörte schon vor der 1806 erfolgten Gründung des Königreichs Württemberg zum Amt bzw. seit dem späten 18. Jahrhundert Oberamt Urach. Die Verwaltungsreform während der NS-Zeit in Württemberg führte 1938 zur Zugehörigkeit zum Landkreis Münsingen. 1945 wurde das Gebiet Teil der Französischen Besatzungszone und kam somit zum Nachkriegsland Württemberg-Hohenzollern, welches 1952 im Land Baden-Württemberg aufging. Mit der Auflösung des Landkreises Münsingen im Zuge der Kreisreform von 1973 kam das Gemeindegebiet an den Landkreis Reutlingen.

## Religionen

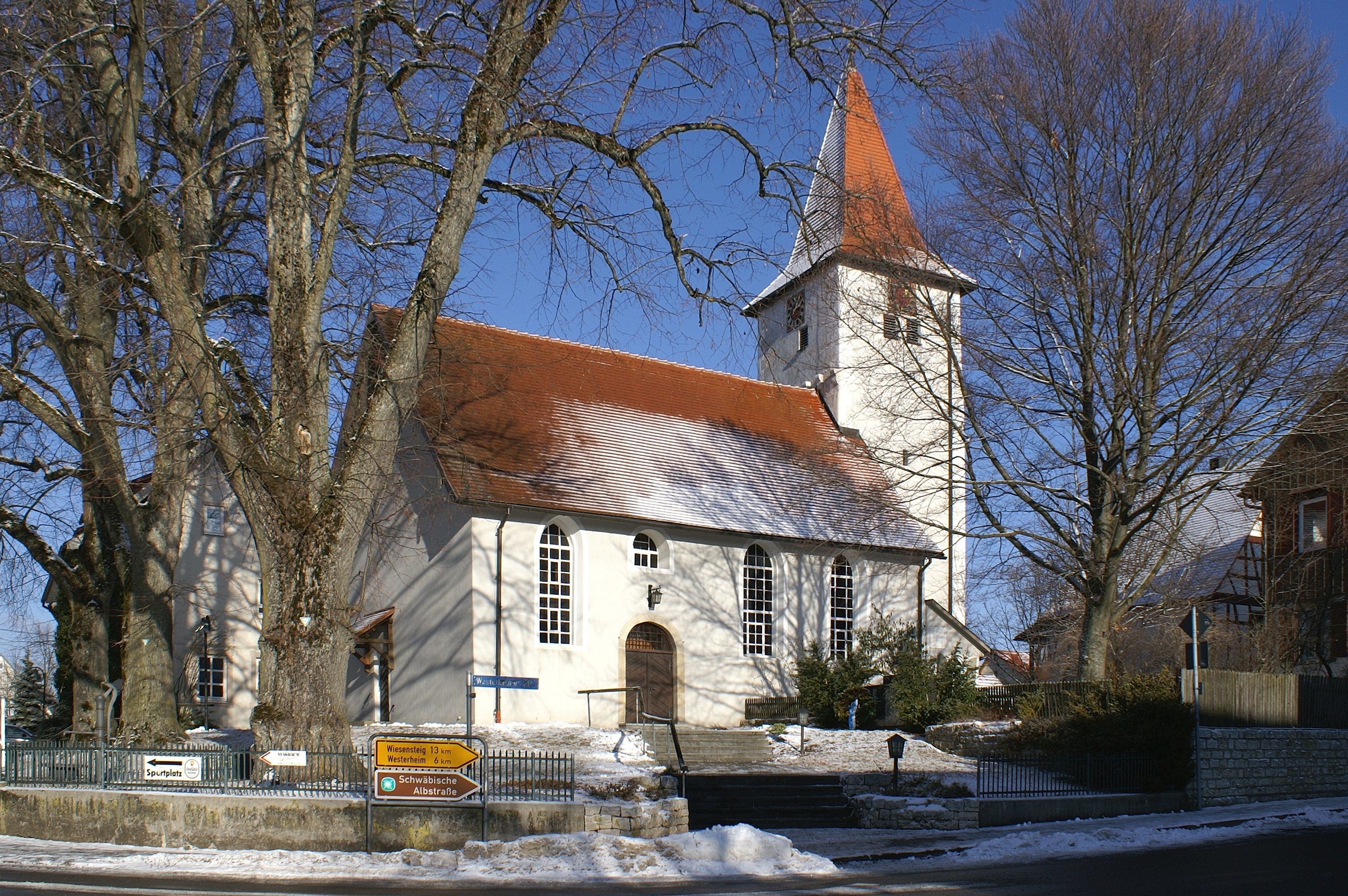
Die St.-Georgs-Kirche im Stadtteil Donnstetten

Bereits 1192 wurde die St.-Gallus-Kirche in Böhringen erwähnt. Die Kirche in Zainingen wurde erstmals 1275 erwähnt. Donnstetten, das kirchlich zuvor zu Zainingen gehörte, hat seit 1447 den Status einer eigenen Pfarrei. Seit der Einführung der Reformation sind die Orte evangelisch-lutherisch geprägt.
In Römerstein gibt es heute drei evangelische Kirchengemeinden, die evangelische Kirchengemeinde Böhringen mit der St.-Gallus-Kirche, die evangelische Kirchengemeinde Zainingen mit der Martinskirche sowie die evangelische Kirchengemeinde Donnstetten-Westerheim mit der St.-Georgs-Kirche, die zum Kirchenbezirk Bad Urach-Münsingen der Evangelischen Landeskirche in Württemberg gehören.
Die Mitglieder der evangelisch-methodistischen Kirche versammeln sich in Laichingen, während die Katholiken der Kirchengemeinde St. Josef in Bad Urach zugeordnet sind.

## Politik
Sitz der Gemeindeverwaltung ist Böhringen, örtliche Verwaltungsstellen befinden sich in Donnstetten und Zainingen.

### Gemeinderat
Der Gemeinderat in Römerstein besteht aus den 14 gewählten ehrenamtlichen Gemeinderäten und der Bürgermeisterin als Vorsitzende. Die Bürgermeisterin ist im Gemeinderat stimmberechtigt. Bei der Kommunalwahl am 9. Juni 2024 wurde in Römerstein nach dem System der Mehrheitswahl gewählt. Das bedeutet, dass nur eine Liste (Römersteiner Liste) aufgestellt war und die Bewerber mit den höchsten Stimmenzahlen gewählt sind. Die Wahlbeteiligung lag bei 73,82 Prozent.

### Bürgermeister
Der Bürgermeister wird für eine Amtszeit von acht Jahren gewählt.
- 1975–1999: Hans Sigel
- 1999–2013: Michael Donth
- 2014–2022: Matthias Winter
- seit 2022: Anja Sauer

Im Juli 2021 kündigte Winter an, bei der Bürgermeisterwahl im Januar 2022 nicht mehr anzutreten. Am 9. Januar 2022 wurde Anja Sauer im ersten Wahlgang mit 90,38 Prozent der Stimmen zu seiner Nachfolgerin gewählt. Sie trat ihr Amt am 31. März 2022 an.

### Wappen
| Wappen der Gemeinde Römerstein | Blasonierung: „Über einem doppelreihig von Schwarz und Silber (Weiß) geschachten Schildfuß in Blau ein nach oben fliegender goldener (gelber) Sperber.“ |
| Wappen der Gemeinde Römerstein | Wappenbegründung: Am 1. Januar 1975 wurde durch Vereinigung von Böhringen, Donnstetten und Zainingen die Gemeinde Römerstein gebildet. In ihrem Wappen soll der Sperber, ein typischer Albvogel, an die Lage des Gemeindegebietes auf der Hochfläche der mittleren Alb erinnern. In Verbindung mit dem vom geschachten Wappen der Herren von Sperberseck abgeleiteten Schildfuß soll diese Figur aber zugleich auf die historischen Beziehungen zu diesem Geschlecht und zu dessen nahe dem namengebenden Römerstein gelegener Stammburg hinweisen. Das Wappen wurde – gemeinsam mit der Flagge – der Gemeinde am 24. August 1977 durch das Landratsamt Reutlingen verliehen. |

Wappen der ehemaligen Gemeinden

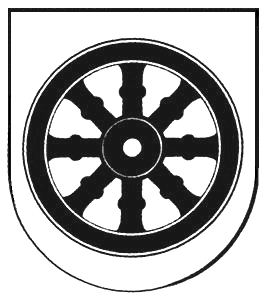
Böhringen
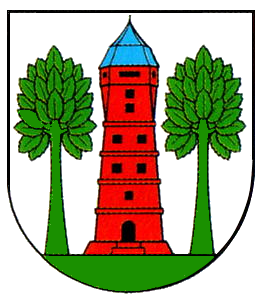
Donnstetten
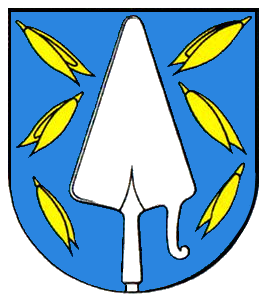
Zainingen

## Kultur und Sehenswürdigkeiten

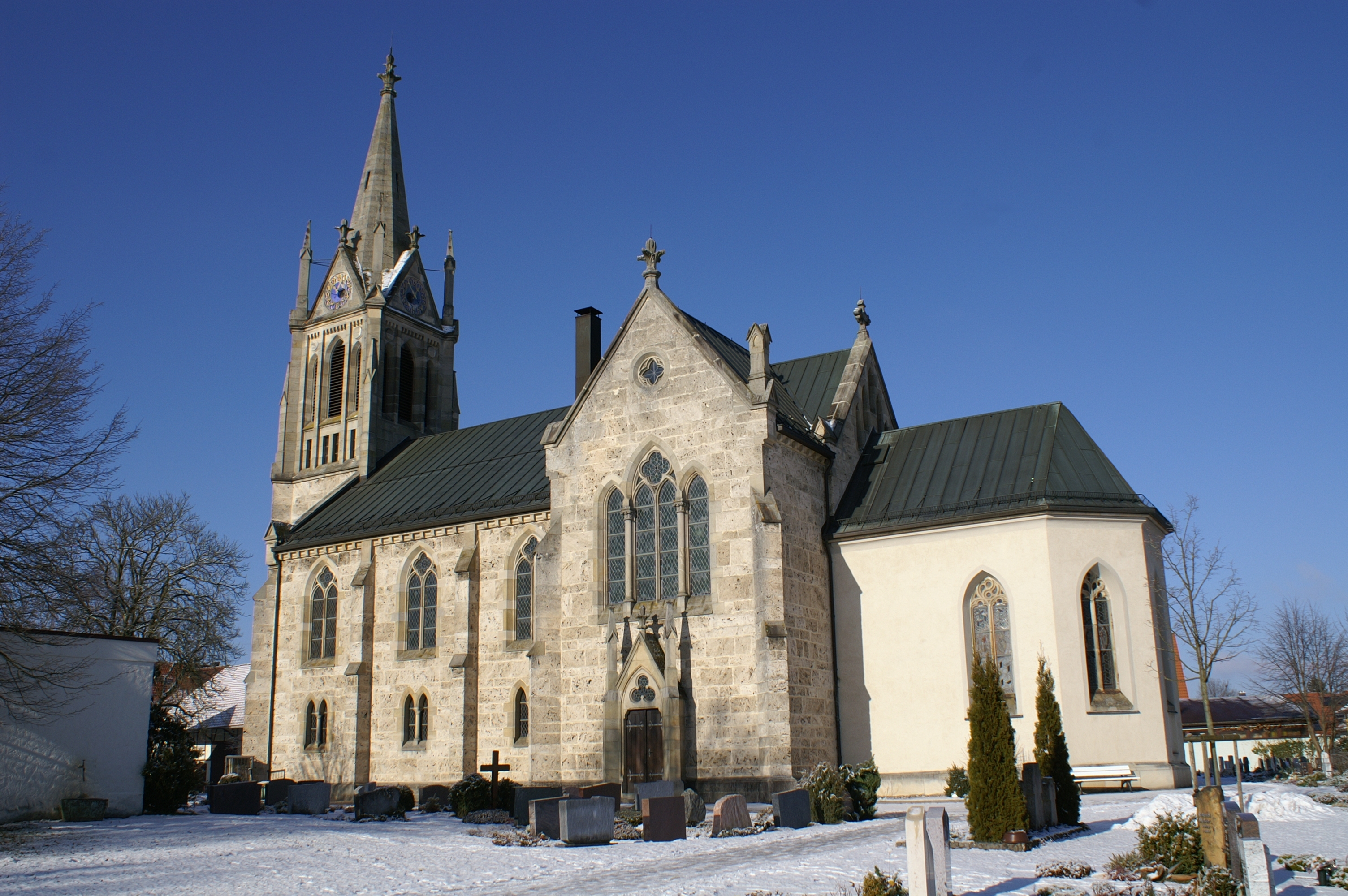
St.-Gallus-Kirche in Böhringen

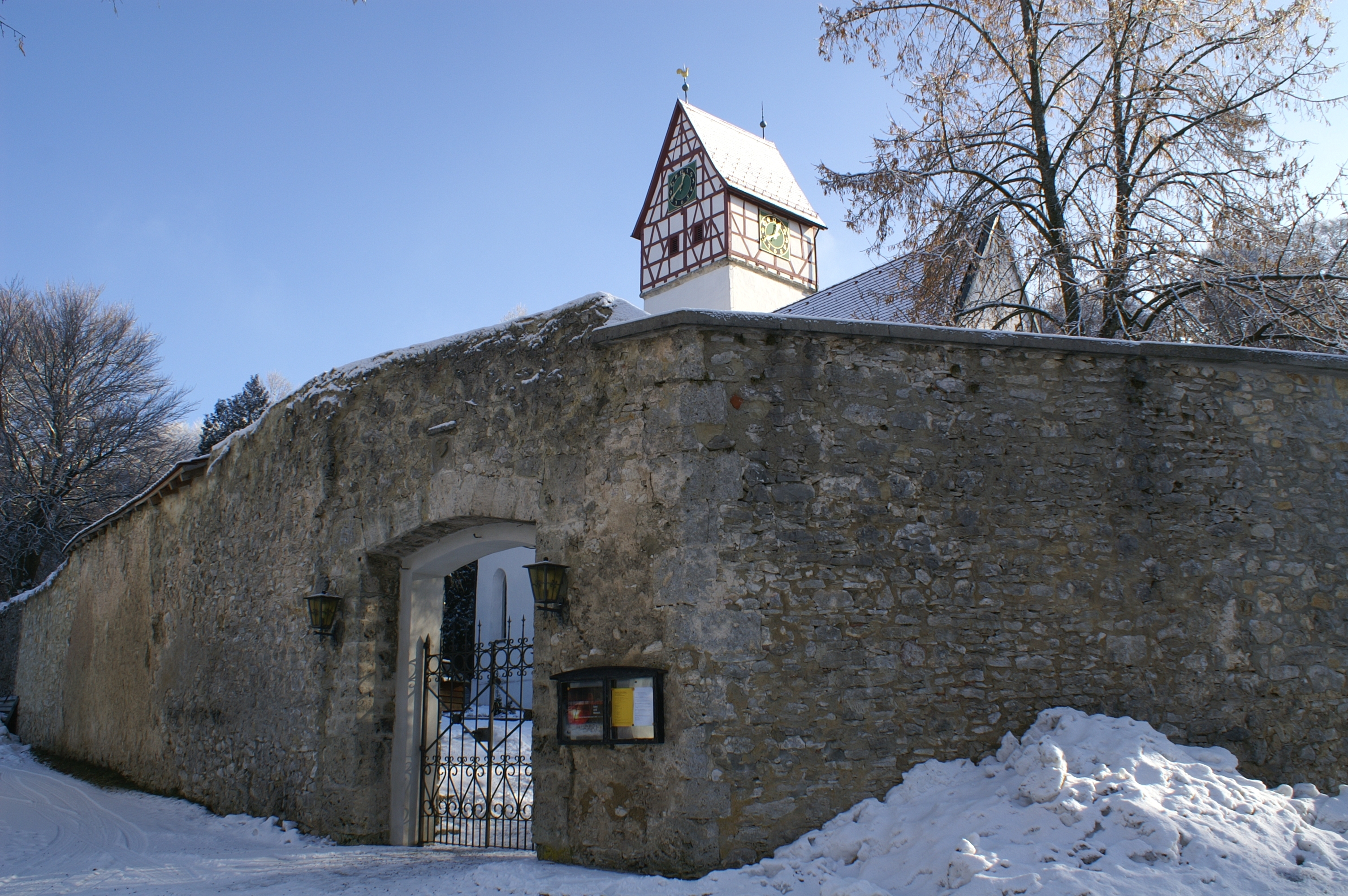
Die Martinskirche bot Schutz für die Dorfbewohner und reisende Kaufleute

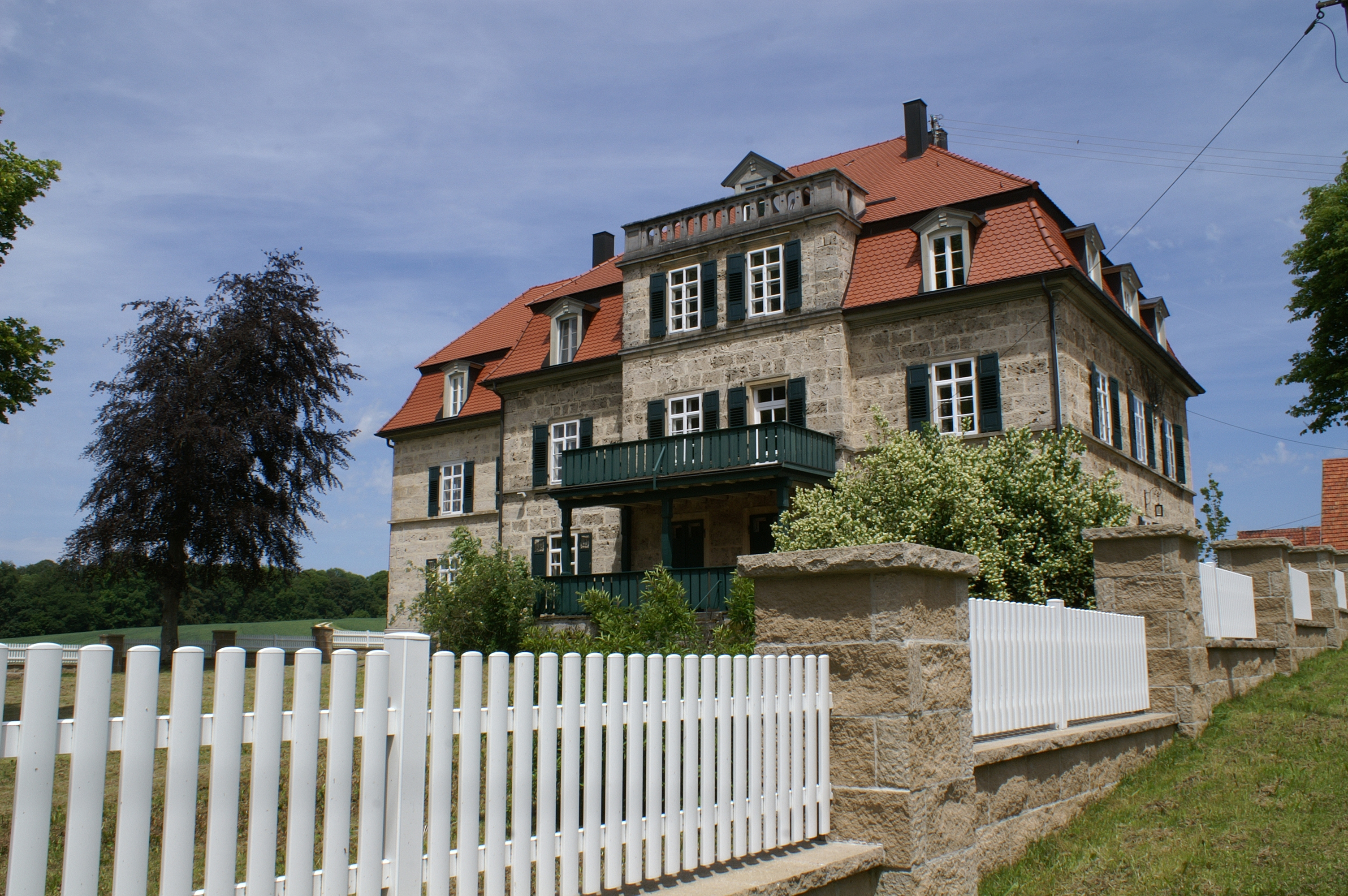
Das Herrenhaus im Hofgut Aglishardt

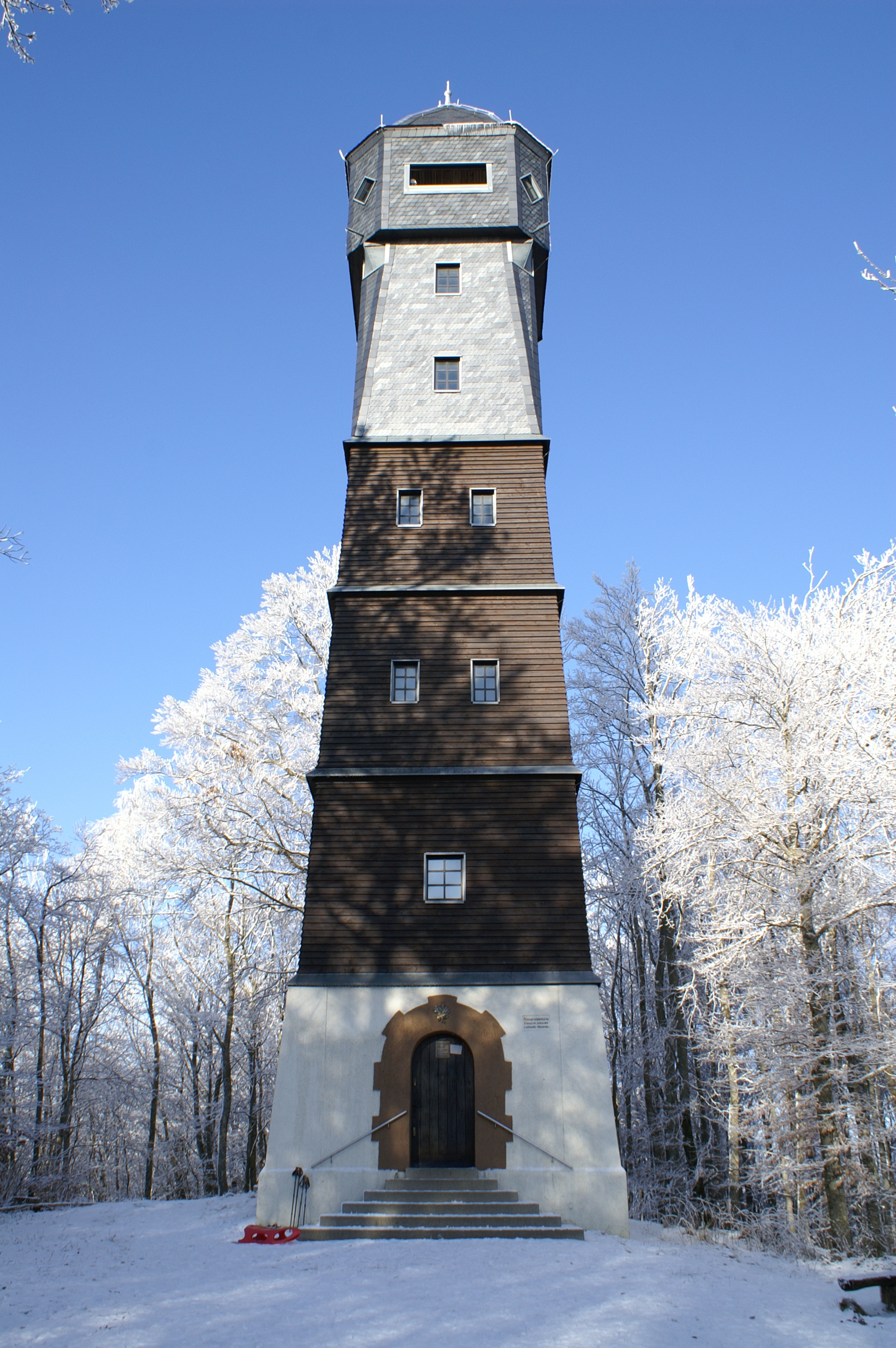
Römersteinturm

Römerstein liegt an der Schwäbischen Albstraße, die an vielen Sehenswürdigkeiten vorbeiführt.

### Museen
In Donnstetten besteht ein Heimatmuseum in der Pfarrscheuer.

### Vereine
- Deutsches Rotes Kreuz, Ortsverein Römerstein: Gegründet 1976 als Folge der Gemeindereform aus den drei DRK-Ortsgruppen Böhringen, Donnstetten und Zainingen.
- Schwäbischer Albverein e. V., Ortsgruppe Zainingen: Gegründet 1949 in Zainingen
- Schwäbischer Albverein, Ortsgruppe Böhringen: 1993 mit der Eichendorff-Plakette ausgezeichnet

### Musik
- Akkordeon- und Handharmonika-Club Römerstein e. V., gegründet 1951 in Donnstetten
- Gesangverein „Frohsinn“ Böhringen, gegründet 1887
- Liederkranz Donnstetten, gegründet 1843
- Musikverein Zainingen e. V., gegründet 1920
- Musikverein „Harmonie“ Donnstetten, gegründet 1895 als Munderichs-Kapelle

### Sport
- Sportfreunde Donnstetten, gegründet 3. April 1948
- Sportverein Zainingen, gegründet 14. März 1926
- TSV Böhringen, gegründet 1919
- FC Römerstein, gegründet 2005

### Bauwerke
- Die St. Galluskirche in Böhringen wurde nach Abbruch der alten romanischen Kirche im Jahr 1884 von Oberbaurat Christian Friedrich von Leins im neugotischen Stil in den Jahren 1885/86 errichtet,[9] der spätgotische Chor und die Sakristei aus dem Jahr 1498 blieben erhalten. Neben der stattlichen neugotischen Steinarchitektur des manchmal „das Münster von der Alb“ genannten Baukörpers war das Innere der Kirche bis nach dem Zweiten Weltkrieg reich mit zeitgenössischer Wandmalerei nach Entwurf von Oberbaurat Heinrich Dolmetsch geschmückt, besonders die Wandfläche über dem Chorbogen mit „sinnbildlicher Malerei“ (im zentralen Medaillon das Lamm mit Siegesfahne nach Off 5 LUT und die vier Evangelistensymbole).[10] Diese aus heutiger Sicht möglicherweise erhaltenswerte Kirchenausschmückung wurde 1951/52 durch eine künstlerische Neukonzeption ersetzt und dabei ein Chorwand-Sgraffito (Christus in der Mandorla, links und rechts die klugen und törichten Jungfrauen) von Professor Rudolf Yelin d. J. und die Farbverglasung der gotischen Maßwerkfenster im Chor durch Wolf-Dieter Kohler geschaffen. Die Außensanierung 2010–2011 leitete Architekt Walter Holder (St. Johann), die Innensanierung 2016 Architekt Michael Keller (Süßen).[11]
- Die Georgskirche in Donnstetten wurde im 15. Jahrhundert erbaut. Aus dieser Zeit stammt noch die große Betglocke von 1489 und das Kruzifix. Das kunstvoll geschmiedete Altargitter und die Kanzelbilder sind typische Zeugnisse der Barockzeit um 1700. Das Kirchenschiff wurde 1825 nach Süden erweitert und dabei eine früher möglicherweise dreiseitige, jetzt Nord- und West-Empore einzubauen. Die Brüstung trägt paarweise nach Altem und Neuem Testament geordnete Bildgeschichten.[12]
- Das frühmittelalterliche Baujahr der Martinskirche in Zainingen ist nicht genau bekannt. Am Schlussstein hinter der spätbarock bemalten Chororgel von 1769 ist die Jahreszahl 1494 zu sehen. Bemerkenswert ist die aus dem Jahr 1559 stammende mächtige Kirchhofmauer, deren Bau an der Handelsstraße von Paris nach Prag von Herzog Christoph angeordnet worden war und mit Zugbrücke und der Wehrkirche den durchziehenden Kaufleuten Schutz bot. Dementsprechend befindet sich an der Südwand ein Fresko von Christophorus, dem Schutzpatron der Reisenden, bereits aus dem 15. Jahrhundert. Die originelle Kirchturmspitze gleicht einem Fachwerkhäuschen, das über die Wehrmauer lugt. Die Kirchenrenovierung von 1908 leitete der später berühmte Architekt Martin Elsaesser.[13]

### Aussichtstürme
- Der 28 m hohe Römersteinturm steht auf dem drei Kilometer nördlich gelegenen 872 m hohen Römerstein und ist 1912 entstanden.
- Der 20 m hohe Waldgreutturm steht zwei Kilometer südöstlich von Zainingen.[14]
- Der 42 m hohe Hursch-Turm steht südwestlich von Zainingen auf dem Hursch.[15]

## Wirtschaft und Infrastruktur

### Verkehr
Römerstein liegt verkehrsgünstig an den Bundesstraßen 28 und 465 (Kirchheim unter Teck – Leutkirch im Allgäu), die das Gemeindegebiet durchqueren.
Der öffentliche Nahverkehr wird durch den Verkehrsverbund Neckar-Alb-Donau (NALDO) gewährleistet. Die Gemeinde befindet sich in der Wabe 222.
Der Schwäbische-Alb-Radweg führt als Fernradweg durch Böhringen und Donnstetten; er führt vom Bodensee nach Donauwörth. An Donnstetten vorbei verlaufen der Württemberger Tälerradweg und auf derselben Trasse der Albtäler-Radweg durch das Gemeindegebiet.

### Tourismus

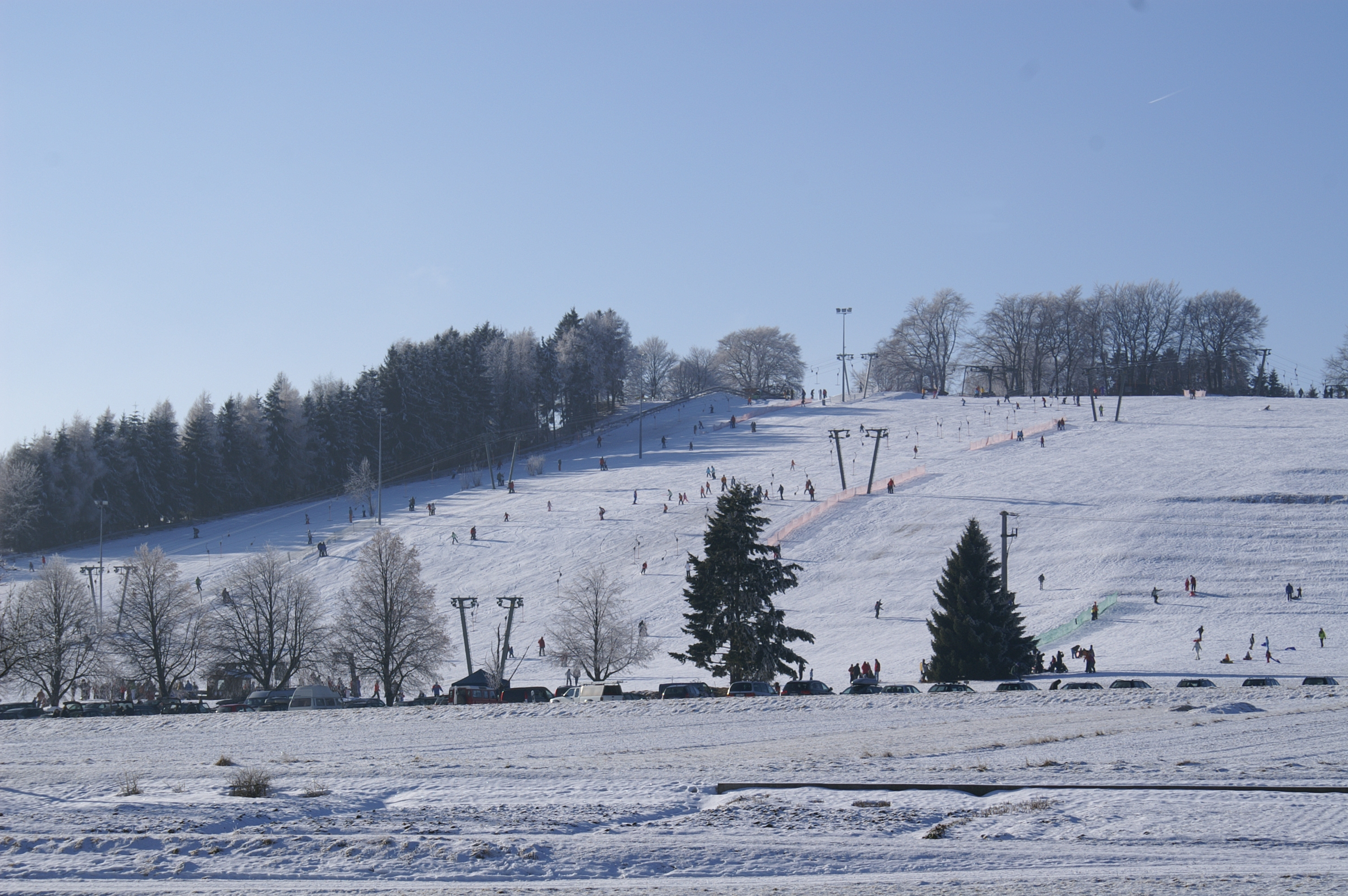
Wintersport in Römerstein

Drei Skilifte und sechs miteinander verknüpfte Langlaufloipen von insgesamt über 50 Kilometern Länge machen Römerstein zu einem beliebten Wintersportort auf der Schwäbischen Alb. Römerstein verfügt über eine Bobbahn, und von Zainingen aus gelangt man zum Biosphärengebiet Schwäbische Alb im ehemaligen Truppenübungsplatz Münsingen. In der Ortsmitte von Zainingen befindet sich eine der letzten original erhaltenen Hülen auf der Schwäbischen Alb. Von der überdachten Aussichtsplattform des Römersteinturms ist eine Sicht in alle vier Himmelsrichtungen über die mittlere Alb möglich.

### Bildung
Mit der Hauptschule Römerstein in Böhringen und den Grundschulen in Zainingen und Donnstetten gibt es in Römerstein drei Schulen. Für die jüngsten Einwohner gibt es einen kommunalen und zwei evangelische Kindergärten.

## Persönlichkeiten

### Söhne und Töchter der Gemeinde
- (Ludwig) Friedrich Gifftheil, als Pfarrerssohn 1595 geboren in Böhringen, gestorben 1661 in Amsterdam; Pazifist und religiöser Schriftsteller, einer der Wegbereiter des frühen Pietismus in den Niederlanden, Freund von Hermann Jung und Friedrich Breckling.
- Johann Matthias Kaeuffelin (1696–1751), Philosoph, Rechtswissenschaftler und Sprachwissenschaftler, geboren in Zainingen
- Gottfried Käuffelin (1701–1777), lutherischer Prälat und Abt, geboren in Zainingen
- Carl Heinrich Wilhelm Erhardt (1787–1841), württembergischer Verwaltungsbeamter und Gerichtsnotar
- Georg Länge (1898–1990), genannt „Ritterbauer“, origineller Leiter der pietistischen Gemeinschaftsstunde in Böhringen (Schwäbische Alb), die unter dem Einfluss des Münsinger Lehrers Friedrich Mayer stand, der Altpietismus und den von dem Laienprediger Michael Hahn begründeten theosophischen Pietismus vereint hat. Georg Länges Bedeutung wurde durch den Pietismusforscher Reinhard Breymayer seit 1968 gewürdigt.[16]
- Helmut Horn (1915–1983) in Böhringen geborener Jurist, Präsident des Staatsgerichtshofs von Baden-Württemberg